# Влахи
Вла̀хи е село в Югозападна България. То се намира в община Кресна, област Благоевград.

## География
Влахи се намира на 9 км от град Кресна и на около 160 км от София. Землището на Влахи обхваща 122,164 дка площ. Простира се в югозападния дял на Северен Пирин. Най-ниската надморска височина в землището на Влахи е при местността Градешка баня – 250 м, при Влахи тя вече е към 600 м, а в най-високите си части достига над 2000 м. На север граничи със с. Ощава, на изток се катери до челото на Пирин планина, на юг съседи са и землищата на селата Плоски и Горна Градешница, а на запад стига до синорната граница на Долна Градешница, Кресна и Ново село.
В миналото Влахи е било съставено от централна част – Селото, и следните махали – Драколово, Полена, Юговци, Въчковци, Гюргевица, Шемето, Дебел дъб, Патриловци, Аркалейтовци, Манчовци, Куртовци, Куртишовци  и Клетище.
Релефът е разнообразен – този район се е обособил като водосборен басейн на река Влахинска, който от север се огражда от връх Албутин и рида Страшната скала. Тук се намират карстовият ръб Кончето, пасищните стръмнини Джигурица, Странето, Итипица, хребетът Гредаро, Орлето, Щиро и други, и по-ниски разклонения като Грънчар, Шемето. В землището на селото се намира красивият Влахински водопад, който е пълноводен почти през цялата година.
Природни богатства – пиритно-молибдено находище, желязна руда, находища на варовик и мрамор. В местността Римските дупки през древността са се добивали железни, оловни и хромови руди.
Почви – кафяви горски, каналени горски, планинско-горски, планинско-ливадни.
Климат – районът попада в подобласт на преходно-средиземноморската климатична област. Средната годишна температура е 14 °C (0 – 2 °C през януари и 24 °C през юли).
Гори – благун, зимен дъб, обикновен воден габър, бял и черен бор, бук, клен и други.
Животинският свят е многообразен – диви свине, сърни, мечки, лисици, вълци, синигери и др. Тук се намират и някои от редките и защитени видове змии, които са вписани в Червената книга на България – котешката змия, червейницата, пясъчната боа и леопардовият смок.

## История
Най-старата църква в Кресненско е църквата „Рождество Богородично“ във Влахи и е от 1757 година.
През XIX век Влахи е голямо чисто българско село, числящо се към Мелнишката кааза на Серски санджак. В 1844 година е построена църквата „Свети Илия“. От 1856 до 1866 година в килийното училище при „Свети Илия“, преподава Михаил Попфилипов, който превръща училището в новобългарско. В 1867 година Влахинската българска община начело с поп Стойко Харизанов пише до руския консул в Солун молба за църковни книги, одежди и посуда, учебни пособия, глобус и географски карти:
| „ | Ные отдолоподписани-ты жители, отъ окружiе Мелничко, отъ село Влахы, смиреннiй раби, Вашего благородiя, като имаме голѣмо желанiе за просвѣщенiе-то на чада-та си, потрудихме се та си соградихме църквѫ и училище, които още не сме си доплатили; пакъ си немаме мещичко сирѣч нито една потреба, нито въ црьква-та, нито во училището и спорядъ сегашното состоѧнiе не ще можемъ скору да ги придобiемъ, защото сме натоварени съ тѧжки даноци, и земята нi е дива и безплодна, та неможемъ да ся прехранимъ и исплатимъ, камо ли да си купимъ нѣчто потрѣбно за оучилище и за црьквата. | “ |

В „Етнография на вилаетите Адрианопол, Монастир и Салоника“, издадена в Константинопол в 1878 година и отразяваща статистиката на населението от 1873 година, Влаки (Vlaki) е посочено като село със 168 домакинства с 560 жители българи.
По време на Кресненско-Разложкото въстание Влахи е щаб-квартира на въстаниците. След въстанието селото е опустошено – от 300 къщи оцеляват 80 заедно с църквата и училището, което е единственото оцеляло от 15-те български училища в Мелнишко. В него учат деца от Кресна, Ощава, Горна Крушица, Кърпелево, Цапарево, Палат, Врабча, Свети Врач, Горни и Долни Орман и Горно и Долно Драглище. През август 1880 година серският силогос се опитва да изпрати във Влахи гръцки учител, но населението го отхвърля и се обръща към българското просветно министерство за учител, като едновременно моли и Екзархията да помогне за построяване на училище и наемане на учител, за да може да се противодейства на гръцката пропаганда.
На 24 март 1882 година вестник „Курие д'Ориан“ пише, че в 11 селища, между които и Влахи, мелнишкият мютесариф е затворил училищата, а учителят и свещеник във Влахи поп Андон е затворен в Мелник.
В 1891 година Георги Стрезов пише за селото:
| „ | Влахи, голямо село на Ю от Кресна 2 1/2 часа в полите на Пирин, под Елъ-тепе. Местност редом планиниста и гориста; селянете си поминуват с дърводелство и лозарство. Както Кресна, и това село се състои от много къщи и махали, разхвърляни по планината. „Св. Архангел“, църква българска; българско училище с 30 ученика. 300 къщи българе. | “ |

Към 1900 година според известната статистика на Васил Кънчов („Македония. Етнография и статистика“) в селото живеят 1850 души, всичките българи-християни. Според статистиката на секретаря на Българската екзархия Димитър Мишев („La Macédoine et sa Population Chrétienne“) в 1905 година християнското население на Vlahi се състои от 2240 българи екзархисти. В селото има начално и прогимназиално българско училище с 2 учители и 69 ученици.
Село Влахи е родно място на Яне Сандански. През 1901 година Яне Сандански отвлича протестантската мисионерка Елън Стоун и я държи като заложник в селото.
При избухването на Балканската война в 1912 година 49 души от Влахи са доброволци в Македоно-одринското опълчение.

## Население

### Етнически състав
Преброяване на населението през 2011 г.
Численост и дял на етническите групи според преброяването на населението през 2011 г.:
|                     | Численост |
| Общо                | 5         |
| Българи             | 5         |
| Турци               | -         |
| Цигани              | -         |
| Други               | -         |
| Не се самоопределят | -         |
| Неотговорили        | -         |

## Културни и природни забележителности
Защитени територии – в землището на Влахи се намира голяма част от национален парк „Пирин“, защитената местност „Орлите“ и множество вековни дървета. В центъра на село Влахи се намира и Влахинският чинар, който е на повече от 500 г. и е обявен за паметник на природата.
Влахинска река със своите няколко малки водопада е една от най-атрактивните реки за рафтинг в България. На десетина минути от центъра на селото на приток на реката е разположен впечатляващият Влахински водопад, чийто воден пад е над двадесет метра.
Екопътека Влахи тръгва от селото, минава през махала Полена и се извива до подножието на връх Баба, където има място за почивка. Пътеката продължава нагоре към местността Долна Баба, прехвърля билото при премката Чифторето, спуска се плавно към долината на Загазката река и стига до местността Пещерата. Общата дължина на маршрута е 12 км и се изминава за по-малко от 4 часа. Пътеката е изградена като част от голям проект по програмата за малки грантове на Глобалния екологичен фонд.

## Личности
Родени във Влахи
- Ангел Михаилов, български революционер от ВМОРО, четник на Петър Ангелов[17]
- Атанас Стоянов, доброволец в четата на Иван Атанасов – Инджето през Сръбско-българската война в 1885 година[18]
- Богоя Ташев, доброволец в четата на Иван Атанасов – Инджето през Сръбско-българската война в 1885 година[18]
- Герасим Тодоров (1910 – 1948), водач на въоръжена група, борила се срещу комунистическата власт
- Григор Хаджиилиев (1872 – 1945), общественик и революционер
- Димитър Йосифов (1875 – 1936), български революционер
- Иван Сандански (1831 – 1907), баща на Яне Сандански, четник в четата на дядо Ильо войвода, а по време на Креснеско-Разложкото въстание е байрактар на чета
- Кольо Ризов, доброволец в четата на Иван Атанасов – Инджето през Сръбско-българската война в 1885 година[19]
- Костадин Янакиев (Попянакиев), свещеник във Влахи, служил в началото на XX век в църквата „Свети Илия“. При избухването на Балканската война заедно с 24 местни селяни е арестуван от отстъпващите след сраженията в Кресненския пролом османски войски, отведен във Валовища и изгорен жив в църква там[20]
- Мара Междуречка (1902 – 1988), българска комунистка, следва във Виена (1923 – 1929), от 1939 година е в София и участва в нелеганата дейност на БКП[21]
- Никола Ризов, български хайдутин и революционер
- Стоян Ангелов, български общественик, борец за църковна независимост
- Тома Ракалейски, деец на ВМОРО
- Тодор Харизанов, свещеник, допринесъл много за развитие на църковното дело и опазване от погърчване
- Спас Харизанов (1842 – около 1900), виден възрожденски просветен деец и общественик
- Стойко Харизанов, виден възрожденски общсетвеник
- Стоил Просяков (1846 – 1943), български революционе, деец на ВМОРО
- Стоян (Танчо) Андреев, македоно-одрински опълченец, 26-годишен, шивач, ІІІ отделение, четата на Дончо Златков, 15 щипска дружина[22]
- Тодор Зисов, доброволец в Българската армия през Сръбско-българската война в 1885 година[23]
- Христо Тасев (1929 – 2003), български просветен деец, историк и краевед
- Христо Янев Сандански, български революционер[24]
- Яне Сандански (1872 – 1915), български революционер

Родени в Клетище
- Георги Петров Алев, български революционер, деец на ВМОРО, куриер на Яне Сандански, живял в Клетище, където родителите му се изселват от Влахи след Кресненско-Разложкото въстание[25]

Починали във Влахи
- Анастас Янков (1857 – 1906), български революционер
- Ризо Атанасов, български революциоенер, деец на ВМОК

Свързани с Влахи
- Иван Харизанов (1885 – 1947), български политик, по произход от Влахи
- Любомир Харизанов (1883 – 1927), български журналист, по произход от Влахи